# Diocese de Liège
A Diocese de Liège (em latim: Dioecesis Leodiensis) é uma circunscrição eclesiástica da Igreja Católica situada em Liège, na Bélgica. Seu atual bispo é Jean-Pierre Delville. Sua Sé é a Catedral de São Paulo.
Possui 554 paróquias servidas por 389 padres, assistindo a uma população abrangida de 1 092 926 habitantes, com 66,9% da população jurisdicionada batizada (731 450 católicos).

## História
A diocese de Liège é a mais antiga da Bélgica, comprovada na primeira metade do século IV, e também a maior. Hoje, onze dioceses adquiriram parte de seus territórios, distribuídos em cinco países diferentes: na Bélgica, as dioceses de Hasselt, Malinas-Bruxelas, Namur e Antuérpia; na Holanda, as dioceses de Roermond, ’s Hertogenbosch, Breda e Roterdã; na Alemanha, a diocese de Aachen; em Luxemburgo, a arquidiocese de Luxemburgo e; na França, a arquidiocese de Reims.
Os bispos, que originalmente tinham sua sé na cidade de Tongres, mudaram sua sede para Maastricht em meados do século VI e, finalmente, no início do século VIII, para Liège. De 985 à revolução de 1789, Liège foi a capital de um poderoso principado eclesiástico. Até 1967, a diocese incluía as províncias de Liège e Limbourg. Neste ano, foi erigida a Diocese de Hasselt, englobando a província de Limburg. Atualmente, os limites da província de Liège correspondem aos da diocese.

## Prelados

### Bispos de Liège
- Santo Huberto † (706 - 727)
- Floreberto † (728 - 735)
- Fulquério † (737/738 - 769)
- Agilfredo † (769 - cerca 787)
- Gerbaldo † (787 - 810)
- Walcaudo † (810 - 831 )
- Piraldo (Eraldo) † (831 - 840)
- Artgario † (840 - 855)
- Francone † (856 - 901)
- Estêvão de Tongres † (antes de 909 - 920)
- Riquério † (920 - 945)
- Hugo † (945 - 947)
- Faraberto † (947 - 953)
- Ratério † (954 - 956)
- Balderico † (956 - 959)
- Eraclio † (959 - 971)

### Príncipes-bispos
- Notger † (972 - 1008)
- Baldérico de Looz † (1008 - 1018)
- San Wolbodo de Liège † (1018 - 1021)
- Durand † (1021 - 1025)
- Réginard † (1025 - 1037)
- Nithard † (1039 - 1042)
- Wazo † (1042 - 1048)
- Théoduin † (1048 - 1075)
- Henrique de Verdun † (1075 - 1091)
- Otbert † (1091 - 1119)
- Frédéric de Namur † (1119 - 1121)
- Albéron de Louvain † (1121 - 1128)
- Alexandre de Jülich † (1128 - 1135)
- Albéron de Namur † (1136 - 1145)
- Henrique van der Leyen † (1145 - 1164)
- Alexandre de Orle † (1164 - 1167)
- Rudolf of Zähringen † (1167 - 1191)
- Albert van Leuven † (1191 - 1192)
  - Lothaire de Hochstaden † (1192 - 1193)
  - Simon de Limbourg † (1193 - 1194)
  - Ottone du Heinsberg † (1195 - 1195)
- Albert de Cuyk † (1194 - 1200)
- Hugues de Pierrepont † (1200 - 1229)
- Jean de Rumigny † (1229 - 1238)
- Guillaume di Savoia † (1239 - 1239)
- Robert de Thourotte † (1240 - 1246)
- Henri de Geldern † (1247 - 1274)
- Jean d'Enghien † (1274 - 1281)
- Jean delle Fiandre † (1282 - 1292)
  - Sede vacante (1292-1295)
- Hugues de Chalons † (1295 - 1301)
- Adolphe de Waldeck † (1301 - 1302)
- Thibaut de Bar † (1303 - 1312)
- Adolphe de la Marck † (1313 - 1344)
- Engelberto von der Mark † (1345 - 1364)
- Jean d'Arkel † (1364 - 1378)
- Arnould de Hoorn † (1378 - 1389)
  - Thierry von der Mark † (1389 - ? ) (bispo eleito)
- Johannes von Bayern-Hennegau † (1390 - 1418)
- Johannes von Wallenrodt † (1418 - 1419)
- Johannes von Heinsberg † (1419 - 1455)
- Louis de Bourbon † (1456 - 1482)
- Jean van Horn † (1483 - 1505)
- Eberhard von der Mark † (1506 - 1538)
- Cornelis van Bergen † (1538 - 1544)
- Jorge da Áustria † (1544 - 1557)
- Robert de Berghes † (1557 - 1563)
- Gerard van Groesbeeck † (1565 - 1580)
- Ernesto da Baviera † (1581 - 1612)
- Ferdinando da Baviera † (1612 - 1650)
- Maximiliano Henrique de Baviera † (1650 - 1688)
- Jean Louis d'Elderen † (1688 - 1694)
- José Clemente de Baviera † (1694 - 1723)
- Georges Louis de Berghes † (1724 - 1743)
- João Teodoro da Baviera † (1744 - 1763)
- Charles Nicolas d'Oultremont † (1764 - 1771)
- François Charles de Velbrück † (1772 - 1784)
- César Constantin François de Hoensbroeck † (1784 - 1792)
- François-Antoine-Marie de Méan † (1792 - 1801)

### Bispos de Liège
- Jean-Évangéliste Zäpfel † (1802 - 1808)
  - Sede vacante (1808-1829)
- Cornelis Richard Anton van Bommel † (1829 - 1852)
- Theodor Joseph de Montpellier † (1852 - 1879)
- Victor Joseph Douterloux † (1879 - 1901)
- Martin-Hubert Rutten † (1901 - 1927)
- Louis-Joseph Kerkhofs † (1927 - 1961)
- Guillaume-Marie van Zuylen † (1961 - 1986)
- Albert Jean Charles Ghislain Houssiau (1986 - 2001)
- Aloys Jousten † (2001 - 2013)
- Jean-Pierre Delville (desde 2013)